# Marinka Fritz Kunc
Marinka Fritz Kunc, slovenska pisateljica, učiteljica in novinarka, * 7. januar 1942, Trbovlje.

## Življenje in delo
Osnovno šolo je obiskovala v Trbovljah. Srednjo šolo je nadaljevala na učiteljišču v Novem mestu, kjer je maturirala. Študirala je  umetnostno zgodovino na Filozofski fakulteti v Ljubljani, a študija zaradi novinarstva ni zaključila. Kot novinarka je v sedemdesetih letih začela opravljati delo na Letališču Brnik, kjer je pisala izključno za gospodarstvo in pri mednarodnem podjetju Slovenijales vodila stike z javnostjo. Piše kolumne in publicistične članke o aktualnih družbenih vprašanjih za različne slovenske časopise in revije. Članica Društva novinarjev Slovenije je od leta 1983. 
Leta 1985 je v Večeru odprla stalno rubriko Manj znano o znanih in v Dnevniku rubriko Foto intervjuji, v katerih je opravljala intervjuje z znanimi slovenskimi osebnostmi, kot so, Bojan Adamič, Frane Milčinski - Ježek, France Slana, Ciril Zlobec, itd. Pogovor s Cirilom Zlobcem je bil leta 1988 objavljen v njegovi knjigi z naslovom Priznam, rekel sem. 
Leta 2007 je izdala biografijo o letih odraščanja Zorana Jankovića Dom v srcu, leta 2009 pa biografijo odraščanja Janeza Drnovška Mali princ slovenske politike. Po izidu prvega romana Janov krik, leta 1985, se je usmerila v pisateljevanje; leta 1989 je na Ministrstvu za kulturo prejela svobodni status novinarke in pisateljice.
Tematike, ki jih obravnava v svojih delih so: droge, kriminal, AIDS, nasilje v družini, ljubezen, s katerimi opozarja na aktualne probleme moderne družbe.  Leta 1991 je s strokovnjaki iz področja zdravstva, policije in medijev začela projekt Demistifikacija droge za ozaveščanje mladih in njihovih staršev.  
Leta 1991 na tiskovni konferenci v portoroškem Avditoriju predstavila dokumentarno knjižico Postaja death,čemur je sledil opus družbenih romanov o svetovni družbeni problematiki.
Roman Janov krik je uvrščen med slovenske literarne mejnike 20. stoletja in je doživel več ponatisov pri različnih založbah. Radijska igra Lačna kri je leta 1998 prejela mednarodno nagrado "PRIX EX AEQUO" v Bratislavi.

### Radijske igre
- Pomahaj lastovici, RTV Slovenija, 1988 (otroška) (COBISS)
- Tam doli pa cveti magnolija, RTV Slovenija, 1989 (mladinska) (COBISS)
- Lačna kri: drama v treh delih, RTV Slovenija, 1996 (COBISS)
- Potica v smetnjaku, RTV Slovenija, 2003 (COBISS)